# Dubbio di Giuseppe

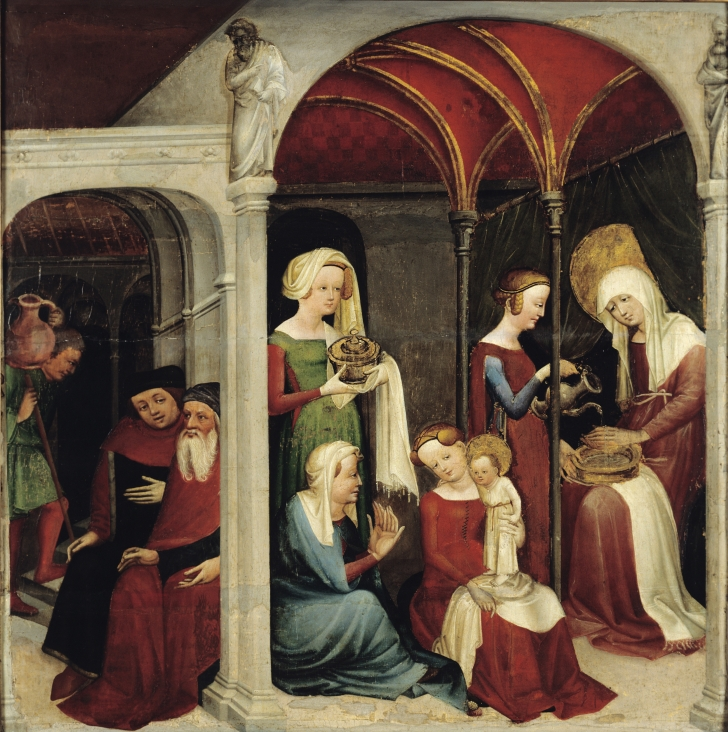
La Natività della Vergine

Il Dubbio di San Giuseppe di autore anonimo è un dipinto a tempera su tavola (114x114 cm) del 1410-1420 circa, conservato nel Museo dell'Opera di Notre-Dame di Strasburgo. Il pannello fa pendant con un altro simile raffigurante la Natività delle Vergine e forse era inserito in un più grande retablo d'altare andato perduto.

## Storia e descrizione
L'opera, proveniente dall'ospedale e convento di San Marco a Strasburgo, è un ottimo esempio di come nell'arte del gotico internazionale, in questo caso di scuola tedesca, si rendessero le scene sacre come rappresentazioni del quotidiano calate nella realtà dell'epoca.
La scena familiare è tratta da un episodio dei Vangeli apocrifi: Giuseppe, alla visione di Maria incinta, è assalito dal dubbio e starebbe per ripudiarla, ma un angelo lo istruisce prontamente sul Mistero. Si vede Maria incinta e dedita al cucito e san Giuseppe sorpreso dall'angelo a destra. La scena è ambientata in una stanza delimitata da pilastrini, con quelle centrale che divide la stanza di due parti diseguali. Ogni elemento è composto secondo un'assonometria irreale e sbilenca, che dà al dipinto un'atmosfera capricciosa e fantastica.
Innumerevoli sono i dettagli, sia di oggetti simbolici che di elementi della vita quotidiana, dai tavoli di Giuseppe e di Maria, con i piani in prospettiva quasi ribaltata per mostrare gli strumenti da lavoro della coppia, alla credenza coi libri, dal velo annodato a una pertichetta, alla nicchia con la botticina del vino, fino alla cassetta degli utensili da cucito.
Al centro del pavimento l'alberello entro un recinto allude all'hortus conclusus medievale, simbolo della verginità di Maria, come anche il rubinetto chiuso, mentre i libri sono allusioni alle profezie dell'Incarnazione.
Lo stile, per quanto originale, si rifà sia ai pittori fiamminghi che allo spirito intimo e poetico degli artisti della regione del Reno (il cosiddetto "stile tenero").